# エネプシゴス
エネプシゴス（Enêpsigos）は、月に棲むといい、時にはクロノスとして召喚されることもあるという、ソロモンの遺訓で言及されている女性堕天使。3つの頭を持ち、多くの名前を持っている。